# NGC 1659
NGC 1659 este o galaxie spirală situată în constelația Eridanul. A fost descoperită în 28 noiembrie 1786 de către William Herschel. Se află la o distanță de 61,94 de megaparseci de Pământ.